# Nan of the North

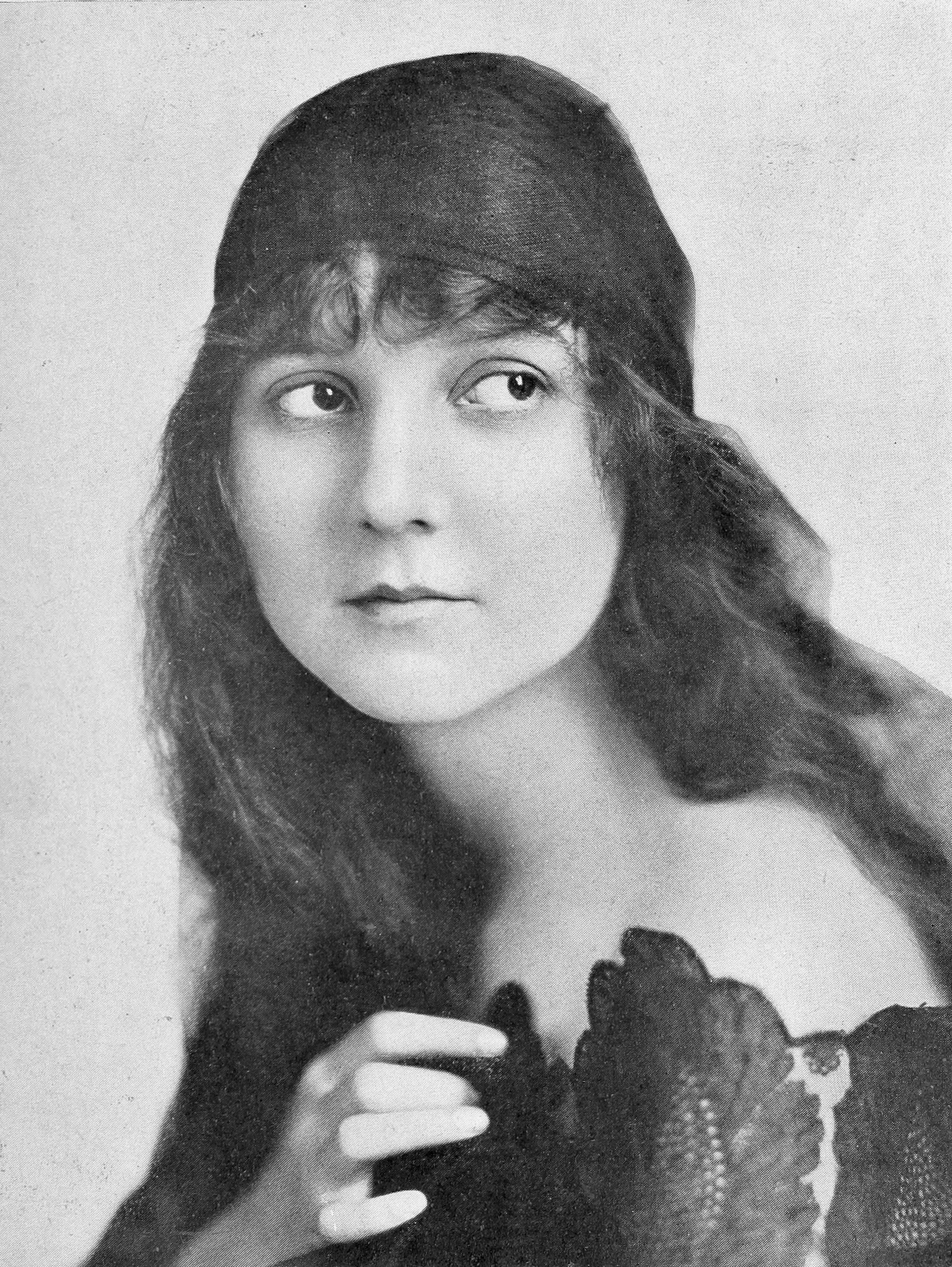
Ann Little, que interpreta Nan no seriado.

Nan of the North é um seriado estadunidense produzido em 1921, gênero aventura, dirigido por Duke Worne, em 15 capítulos, estrelado por Ann Little, Tom London e Boris Karloff. Produzido e distribuído pela Arrow Film Corporation, o seriado foi registrado entre 21 de novembro de 1921 e fevereiro de 1922, sendo apresentado entre os anos de 1921 e 1922.
Este seriado é considerado perdido.

## Sinopse
Um meteorito atinge a terra contendo “titano”, uma substância que contém energia ilimitada. Um guarda da polícia montada canadense e uma jovem se unem para impedir que um casal de criminosos encontre o meteorito caído e se apodere da substância poderosa contida nele para governar o mundo.

## Elenco
- Ann Little - Nan
- Tom London - Dick Driscoll (creditado Leonard Clapham)
- Joseph W. Girard - Yukon Hays
- Hal Wilson - Gaspar Le Sage
- Howard Crampton - Igloo
- J. Morris Foster - Bruce Vane
- Edith Stayart - Celeste
- Boris Karloff – papel indeterminado (não-creditado)

## Capítulos
1. Missil from Mars
2. Fountain of Fury
3. The Brink of Despair
4. In Cruel Clutches
5. On Terror's Trail
6. The Cards of Chance
7. Into the Depths
8. Burning Sands
9. The Power of Titano
10. A Bolt from the Sky
11. The Ride for a Life
12. Adrift
13. Facing Death at Sea
14. The Volcano
15. Consequences

Fonte: 